# Ülgen
Ülgen, var godhetens gud i den ursprungliga traditionella turkisk-mongoliska religionen, tengriismen.